# ムハンマド・モハッケク
ハッジ・ムハンマド・モハッケク（ダリー語: محمد محقق, 英語：Hajji Mohammad Mohaqiq、1955年7月26日 - ）は、アフガニスタンの政治家、ムジャーヒディーン。アフガニスタン国民イスラム統一党党首、議会議員。ウストード（教師）の名誉称号を有する。

## 経歴
ハザーラ人、シーア派。アフガニスタン・イスラム統一党（カリーム・ハリーリー派）、北部同盟の野戦指揮官。
2001年11月、ボンでの交渉において、副首相兼計画相として合意された。2001年、アフガニスタン・イスラム統一党から脱党し、アフガニスタン国民イスラム統一党（ヘズベ・ワフダーテ・イスラミーエ・マルドメ・アフガニスタン）を創設したが、公式登録されたのは2005年になってからだった。
2001年12月～2002年6月、ハーミド・カルザイ暫定政権の副首相兼計画相。2002年6月19日～2004年3月9日、移行政権の計画相。
アフガンのマスコミの情報によれば、財務相アシュラフ・ガニーと対立して解任された。モハッケク自身によれば、閣議に出席しなかったため解任されたとし、大統領選への出馬を辞退するよう要求されていたという。2004年の大統領選に立候補し、3位であった。
2005年9月の議会選挙において、カーブル選挙区で最大の票数を獲得し、1位を占めた。
2007年11月2日、マザーリシャリーフで開かれたアフガニスタン国民イスラム統一党大会において、党首に再選。
2010年の議会選挙でもカーブル選挙区で最多得票当選。